# Xyletobius walsinghamii
Xyletobius walsinghamii är en skalbaggsart som beskrevs av Perkins 1910. Xyletobius walsinghamii ingår i släktet Xyletobius och familjen trägnagare. Inga underarter finns listade i Catalogue of Life.